# Балхо
Балхо (груз. ბალხო) — село в Грузії.
За даними перепису населення 2014 року в селі проживає 467 осіб.